# Luc De Hovre
Luc Alfons De Hovre (Nederbrakel, 27 februari 1926 - Heverlee, 4 juni 2009) was een Belgisch katholiek hulpbisschop. 

## Levensloop
Luc De Hovre studeerde aan het Sint-Catharinacollege in Geraardsbergen, trad daarna in bij de jezuïeten in Drongen in 1945 en werd in 1958 tot priester gewijd. Hij was tijdens de twee laatste jaren van zijn opleiding (1953-1955) verbonden aan het Sint-Jan Berchmanscollege in Brussel als studiemeester. Hij volgde pater Neefs sj op als koorleider. Onder zijn impuls groeide het schoolkoor uit tot op een hoog niveau. Er werd een plaat opgenomen en het koor werd uitgenodigd voor een Kerstconcert op  het Koninklijk Paleis (1956 ?) en zijn vertrek was een harde slag voor de koorwerking. Hij werd directeur van het Sint-Jozefcollege in Turnhout in 1960 (?). In de traditie van de familie De Hovre interesseerde hij zich in het bijzonder aan het muziekonderwijs.
In 1971 werd hij novicenmeester en in 1975 provinciaal overste van de Vlaamse jezuïeten. Hij was ook gedurende enkele jaren voorzitter van de groep van Europese provincialen.

## Hulpbisschop
In 1982 werd hij benoemd tot hulpbisschop in het aartsbisdom Mechelen-Brussel voor Brussel, met bijzondere aandacht voor de Nederlandstaligen. De Hovre was titelvoerend bisschop van Domnach Sechnail (Ierland). Hij was ook gedurende een paar jaar bisschoppelijk vicaris voor de Nederlandstalige mannelijke en vrouwelijke religieuzen. Hij was ook voorzitter van de diocesane commissie voor de oecumene.
In 2002 bereikte hij de emeritusleeftijd van 75 jaar en nam hij ontslag. Hij bracht zijn laatste levensjaren door bij zijn ordebroeders in Heverlee.